# Serial kinowy

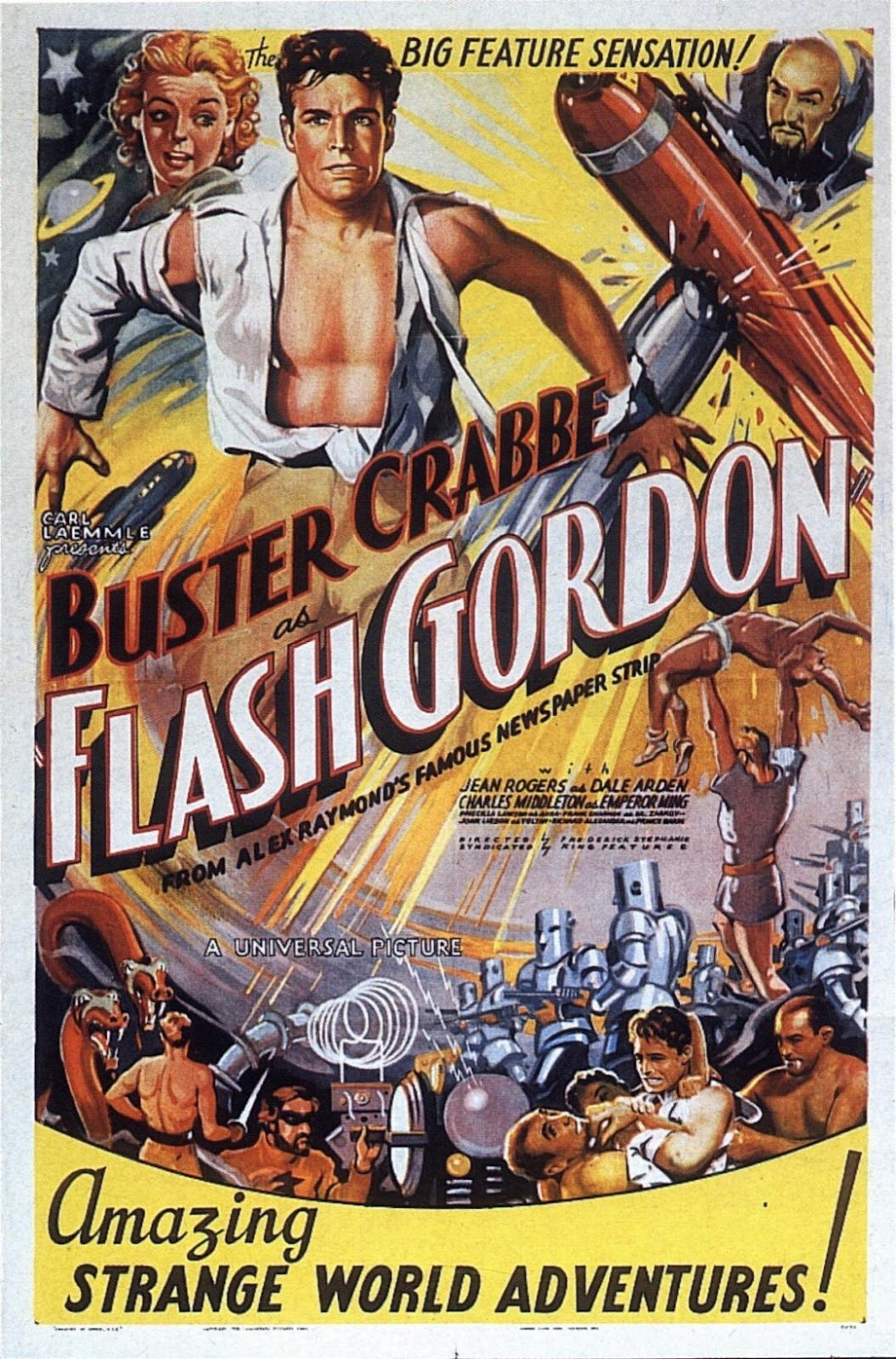
Plakat serialu Flash Gordon (1936)

Serial kinowy (ang. serial lub serial film) – popularna w pierwszej połowie XX wieku forma filmowa, w ramach której utwór kinowy wyświetlano w postaci odcinkowej. W większości przypadków odcinki kończyły się tzw. cliffhangerami i emitowane były w tygodniowych odstępach czasu, często jako wstęp do głównego seansu filmowego. Ostatnie seriale kinowe miały swoją premierę w 1956 i zostały całkowicie zastąpione przez seriale telewizyjne.
Seriale kinowe czasami nieprawidłowo określane są mianem seriali filmowych (od dosłownego tłumaczenie angielskiego terminu serial film) lub bywają mylone z seriami kinowymi (które składają się z pełnometrażowych filmów fabularnych lub animowanych, będących oddzielnymi produkcjami). Ponadto serialami kinowymi nie są filmy kinowe lub telewizyjne, które ze względu na objętość materiału podzielono na wyświetlane w odstępach czasu części, stanowiące odpowiednik filmu pełnometrażowego (np. dwuczęściowy Potop i trzyczęściowy Jak rozpętałem drugą wojnę światową, natomiast seriale kinowe liczyły najczęściej 10-20 odcinków).

## Historia
Pierwsze seriale kinowe pojawiły się na przełomie pierwszej i drugiej dekady XX w., w epoce kina niemego. Forma ta szybko zyskała dużą popularność i do początku lat 20. XX w. w ciągu roku wyświetlano kilkadziesiąt zróżnicowanych gatunkowo (dramaty, komedie, westerny, seriale sensacyjne, detektywistyczne, przygodowe) produkcji tego typu. Kryzys w branży nastąpił wraz z popularyzacją filmów dźwiękowych w drugiej połowie lat 20. i nastaniem w 1929 kryzysu gospodarczego. Z kilkunastu studiów filmowych realizujących seriale kinowe do 1937 na rynku zdołały się utrzymać zaledwie trzy: Universal Studios (do 1946), Columbia Pictures (do 1956) i powstałe w wyniku fuzji 6 mniejszych przedsiębiorstw (w tym przede wszystkim Mascot Pictures) Republic Pictures (do 1955), a liczba ich produkcji spadła do kilku rocznie.
Z końcem kryzysu rozpoczęła się tzw. złota era seriali kinowych, trwająca od 1936 do końca II wojny światowej. Z tego okresu pochodzą najsłynniejsze produkcje: seriale detektywistyczne z Batmanem (2 seriale w 1943 i w 1949) lub Dickiem Tracym (4 seriale w latach 1936-1941), westerny z Samotnym Jeźdźcem (dwa seriale w latach 1938–1939) oraz space opery z Flashem Gordonem (3 seriale w latach 1936-1940) oraz Buckiem Rogersem (1 serial w 1939) z Busterem Crabbem w roli głównej, które w późniejszych latach stały się inspiracją m.in. dla Gwiezdnych wojen George Lucasa.
Rosnąca popularność telewizji po II wojnie światowej (w szczególności seriali telewizyjnych) negatywnie oddziaływała na seriale kinowe i w 1956 wyświetlono ostatni z nich: western Blazing the Overland Trail produkcji Columbia Pictures, co definitywnie zakończyło tę formę filmową.